# Duża Biedzinka
Duża Biedzinka (230 m) – wzgórze w Tyńcu w Krakowie. Pod względem administracyjnym należy do Dzielnicy VIII Dębniki. Pod względem geograficznym  należy do Wzgórz Tynieckich na Pomoście Krakowskim w obrębie makroregionu Bramy Krakowskiej. Wzgórza te włączone zostały w obszar Bielańsko-Tynieckiego Parku Krajobrazowego.
Jest to najbardziej na północ wysunięte wzniesienie Wzgórz Tynieckich, niewielkie, ale dobrze wyodrębnione. Wznosi się tuż po południowej stronie zjazdu z autostrady A4 do Tyńca. Jest całkowicie porośnięte lasem. U jego północnych podnóży znajduje się Źródło Świętojańskie, na południowo-wschodnich stokach niewielki schron jaskiniowy zwany  Schroniskiem w Biedzince. Po północnej stronie wzniesienia, przez przełęcz oddzielającą go od pozostałych wzniesień Wzgórz Tynieckich (ulica Nad Czerną) biegnie znakowany szlak turystyczny.
Nazwa wzgórza pochodzi od legendy, według której u podnóża tego wzgórza pewien wędrujący do Krakowa święty narzekał (czyli w dawnej mowie biedził), że nie może nigdzie napić się wody. Wówczas u jego stóp wytrysnęło źródło, przez miejscową ludność nazwane Źródłem Świętojańskim. 